# Paolo Borgia
Paolo Borgia (Manfredonia, 18 de março de 1966) é um diplomata e prelado italiano da Igreja Católica pertencente ao serviço diplomático da Santa Sé.

## Biografia
Recebeu a ordenação presbiteral em 10 de abril de 1999, de Vincenzo D'Addario, arcebispo de Manfredonia-Vieste, sendo incardinado nesta arquidiocese. Formou-se em direito canônico e iniciou a sua preparação para o serviço diplomático na Pontifícia Academia Eclesiástica.
Em 1 de dezembro de 2001, ingressou no serviço diplomático da Santa Sé e foi colocado na nunciatura da República Centro-Africana com a categoria de Adido. Foi promovido a secretário (segunda turma) em 1 de dezembro de 2002. Em 2004 foi transferido para o México, onde serviu até 2004.
Foi novamente promovido em 2006, tornando-se primeiro secretário. Ele foi enviado para Israel em 2007 e promovido a conselheiro três anos depois. Após seu posto em Israel, serviu no Líbano a partir de 2010, onde trabalhou com o Arcebispo Gabriele Giordano Caccia. Regressou a Roma para trabalhar na Seção das Relações com os Estados em 2013 e foi transferido para a Seção de Assuntos Gerais em 29 de outubro de 2014. Foi promovido a conselheiro, primeira classe, em 1 de dezembro de 2014. O Papa Francisco o nomeou para servir como Assessor para Assuntos Gerais em 4 de março de 2016.
Ele é fluente, além do italiano nativo, em inglês, francês e espanhol.
Em 3 de setembro de 2019, o Papa Francisco o nomeou arcebispo titular de Milazzo e lhe deu o título de núncio apostólico. Ele recebeu sua ordenação episcopal em 4 de outubro na Basílica de São Pedro pelo Papa Francisco, coadjuvado por Pietro Parolin, Cardeal Secretário de Estado e por Peter Turkson, prefeito do Dicastério para o Serviço do Desenvolvimento Humano Integral. Em 28 de outubro de 2019, o Papa Francisco o nomeou núncio apostólico na Costa do Marfim.
Em 24 de setembro de 2022, foi transferido para a nunciatura apostólica do Líbano.